# Công đảng Anh
Công đảng (tiếng Anh: Labour Party), Đảng Lao động Anh hay Đảng Lao động Vương quốc Anh, kể từ ngày thành lập vào đầu thế kỷ XX, đã trở thành đảng chính trị chính của phe cánh tả tại Anh, Scotland và Wales. Hiện nay, lãnh đạo đảng là ông Keir Starmer người đã có kết quả bầu cử rất thuyết phục năm 2020 và nắm quyền điều hành chính phủ vào năm 2024.
Công đảng đã vượt qua Đảng Tự do, trở thành đối thủ chính của đảng Bảo thủ trong thập niên 1920. Đảng đã có một vài kỳ cầm quyền trong chính phủ, lần đầu tiên vào năm 1924. Sau đó, Đảng nắm quyền trở lại trong các giai đoạn 1929-31, 1945-51, 1964-70, 1974-79.
Công đảng đã thắng lớn với 197 ghế chiếm đa số trong cuộc tổng tuyển cử năm 1997 dưới sự lãnh đạo của Tony Blair. Đây cũng là chiến thắng đầu tiên kể từ năm 1974 và cũng là lần đầu tiên kể từ năm 1970 Đảng có số phiếu vượt trên 40%. Tuy nhiên, đa số ghế tại Hạ Nghị viện Vương quốc Anh của Đảng đã giảm xuống còn 167 trong cuộc bầu cử năm 2001 rồi 66 vào năm 2005.

## Tên gọi
Trong các tài liệu tiếng Việt tại Việt Nam, danh xưng đảng được ghi là Công đảng. Trong khi đó, các tài liệu tiếng Việt ở nước ngoài lại dùng nhiều từ Đảng Lao động.